# Pirates of The Burning Sea
Pirates of The Burning Sea (förkortat PotBS) är ett MMORPG-datorspel utvecklat av Flying Lab Software. Det släpptes den 21 januari 2008 i Sverige och utspelar sig i karibien år 1720.